# مراقب الأداء (مايكروسوفت ويندوز)
مُراقب الأداء هو أحد مكوِّنات مايكروسوفت ويندوز، يُستخدم لمُراقبة النظام حيثُ يعرض بيانات التطبيقات والأجهزة والمشاكل المتعلقة بأداء النظام، مع إمكانيَّة تخصيص البيانات المُراد جمعها في ملفات السجل وتحديد التنبيهات وإنشاء التقارير وإعادة تشغيل بيانات الأداء الناتجة بعدة طرق.

## الدخول
في ويندوز 9x، لا يتم تثبيت مراقب النظام تلقائيًّا أثناء إعداد نظام ويندوز، ولكن يُمكن تثبيته يدويًّا باستخدام التطبيق الصغير «إضافة/إزالة البرامج» الموجود في «لوحة التحكم».
يتم الدخول إلى مراقب الأداء عبر النقر على ابدأ، إعدادات، لوحة التحكم، أدوات الإدارة، ثُمَّ الأداء.

## معرض صور

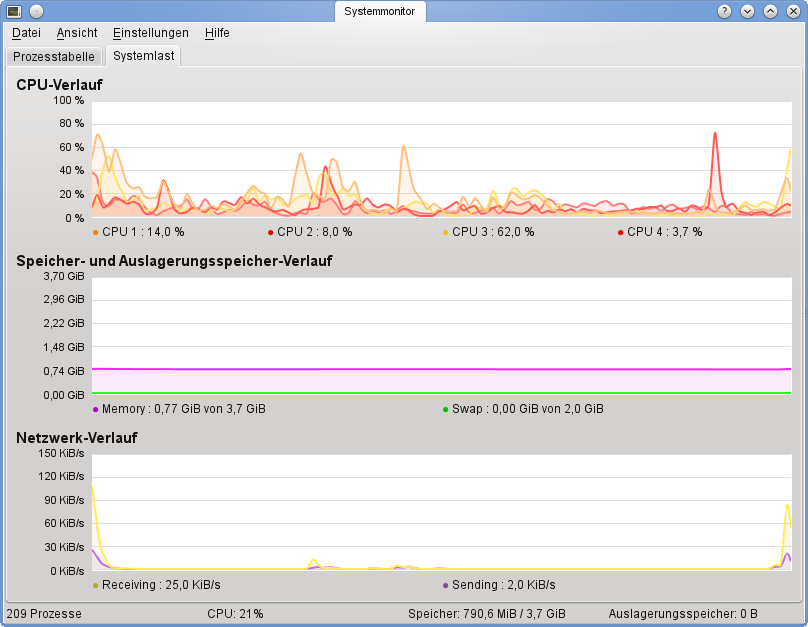
مُراقب الأداء على ويندوز إكس بي
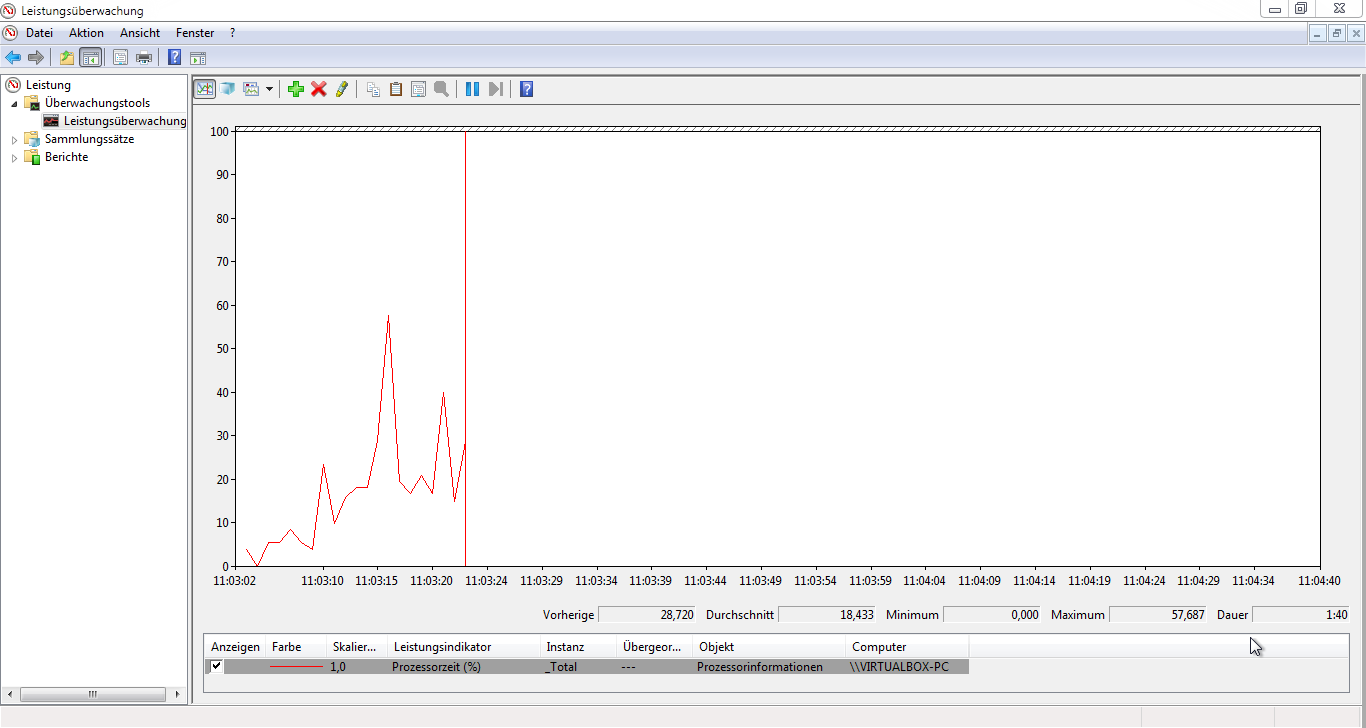
مُراقب الأداء على ويندوز 7